# Grup del Banc Mundial
|  | No s'ha de confondre amb Banc Mundial. |

El Grup del Banc Mundial (World Bank Group) és un grup de cinc organitzacions internacionals que són responsables de proveir finançament a estats per a projectes de desenvolupament, reducció de la pobresa i per a promoure i salvaguardar la inversió internacional. Aquest grup, amb els seus afiliats, tenen llur seu a Washington DC. Aquestes cinc organitzacions són:
- Banc Internacional per a la Reconstrucció i el Desenvolupament (BIRD)
- Associació Internacional de Foment (AID)
- Corporació Financera Internacional (CFI)
- Agència Multilateral de Garantia d'Inversions (OMGI)
- Centre Internacional d'Arranjament de Diferències Relatives a Inversions (CIADI)

El Banc Mundial (BIRD i AID) treballa amb una altra entitat separada, el Fons Monetari Internacional (FMI), el qual dona finançament per a alleugerir els problemes en la balança dels pagaments del deute. Ambdós són coneguts com a "Institucions de Bretton Woods", ja que la conferència internacional que va dur a la creació d'aquestes institucions i on es van signar els Acords de Bretton Woods es va portar a terme al poble homònim, Bretton Woods, part del municipi de Carroll, a l'estat de Nou Hampshire (Estats Units d'Amèrica), de l'1 al 22 de juliol de 1944.

## Història
El Grup del Banc Mundial es va crear el 27 de desembre de 1945, després de la ratificació internacional dels Acords de Bretton Woods. Va començar les seves operacions el 25 de juny de 1946, i va aprovar el seu primer préstec el 9 de maig de 1947 ($250 milions de dòlars estatunidencs a França, per a la reconstrucció de la post-guerra, el préstec més gran (en termes reals, no pas en nominals), de la història de la institució, fins ara.
Les activitats del Banc Mundial, avui dia, estan enfocades en els països en vies de desenvolupament (des del 2000, el terme correcte que utilitzen per a referir-se a aquests països és "països amb menor desenvolupament econòmic" (less economically developed countries, LEDC), en el millorament de l'educació, l'agricultura i la indústria. Realitza préstecs amb taxes preferencials als països membres en dificultat. Però, també demana que els governs realitzin certes polítiques com ara promoure la democràcia i combatre la corrupció.

## Objectius
La seva acció és avui principalment orientada cap als països en vies de desenvolupament (PVD), i en particular als països els menys avançats (PMA), sobre eixos com a l'educació, l'agricultura, la indústria...
Concedeix préstecs a taxes preferents als seus països membres en dificultats. En contrapartida, reclama que de les disposicions polítiques (anomenades «polítiques d'ajust estructural») siguin preses, per exemple, per a limitar la corrupció, mantenir un equilibri pressupostari o facilitar l'emergència d'una democràcia.
A més a més dels préstecs atorgats, finança igualment (directament o indirectament) projectes de ONG, i condueix nombroses recerques en relació amb el desenvolupament de cada país. Així, és el Banc mundial que mesura l'Índex de desenvolupament humà (IDH) en diferents països i zones geogràfiques, o que condueix amb el Unicef dels estudis temàtics sobre l'aigua i el sanejament.

## Membres

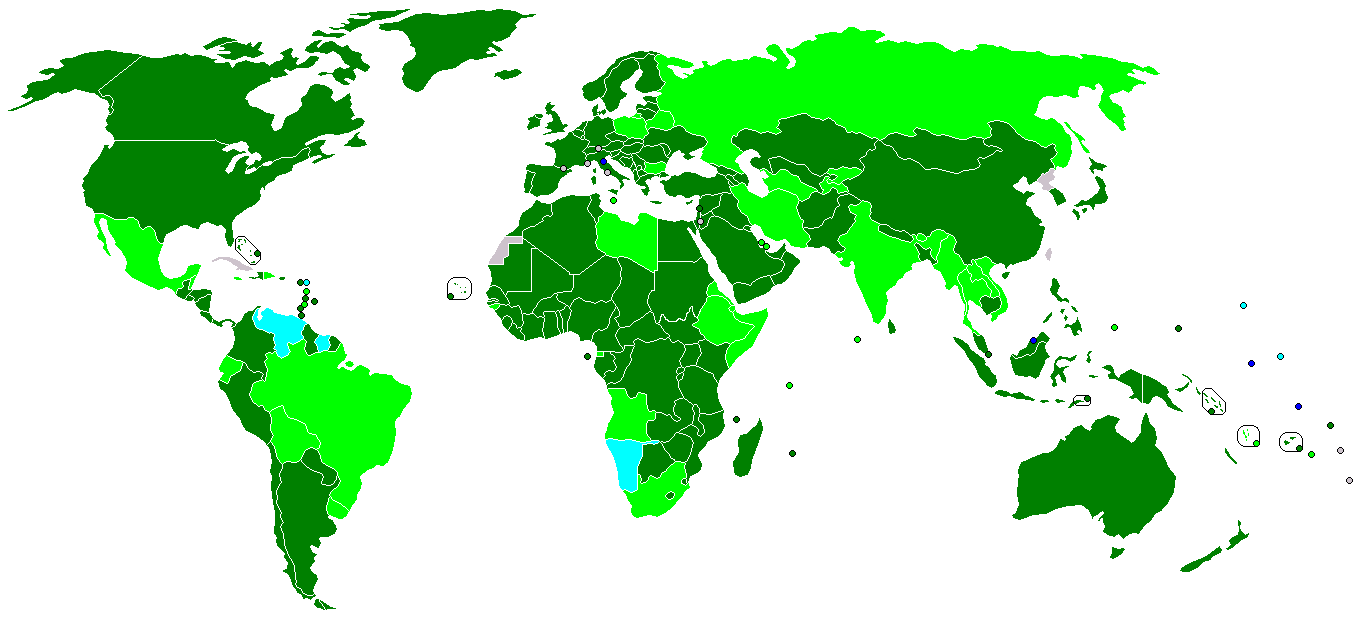
Grup del Banc Mundial:
estats membres de les cinc organitzacions del GBM
estats membres de quatre organitzacions del GBM
estats membres de tres organitzacions del GBM
estats membres de dos organitzacions del GBM
estats membres de sols el BIRD

Tots els 193 membres de l'ONU i Kosovo són membres del GBM i participen com a mínim en el BIRD. La majoria també participen en algunes de les altres 4 organitzacions: l'AID, la CFI, el OMGI, el CIADI.

## Organització i estructura
Tècnicament el Banc Mundial és part de l'Organització de les Nacions Unides, però la seva estructura de govern és molt diferent: cada institució del Grup del Banc Mundial és propietat dels governs membres. El fet de pertànyer al Banc Mundial dona a tots els països els mateixos drets de vot, però els països amb més contribucions financeres tenen més poder de vot. Per això, el Banc Mundial està controlat principalment pels països desenvolupats, i els clients són principalment països en vies de desenvolupament. Per exemple, el 15 de novembre de 2009, els Estats Units tenien el 16,4% de tots els vots, Japó el 7,9%, Alemanya el 4,5%, i el Regne Unit i França el 4,3%. Ja que totes les decisions importants requereixen el 85% dels vots (una super-majoria), els Estats Units tenen la capacitat de bloquejar qualsevol canvi o proposta.

### Agències del Grup del Banc Mundial
Els estats poden escollir a quines d'aquestes agències pertànyer. L'IBRD té 184 estats membres, i les altres institucions en tenen entre 140 i 176. Les institucions del Grup del Banc Mundial són dirigides per una junta directiva de 24 directors executius. Els directors representen una nació (com el cas dels Estats Units), o un grup de nacions (per a Llatinoamèrica i Àsia, per exemple). Els directors són designats pels governs respectius.
La CFI i el OMGI, tenen al seu torn un Assessor de Conformitat / Síndic de Greuges (Compliance Advisor / Ombudsman en anglès, CAO) que té funcions d'assessoria independent i d'atenció de les reclamacions formulades per comunitats afectades.
El Grup del Banc Mundial està conformat per:

#### Banc Internacional per a la Reconstrucció i el Desenvolupament
El Banc Internacional per a la Reconstrucció i el Desenvolupament o BIRD (en anglès International Bank for Reconstruction and Development o IBRD, a vegades conegut en català com a Banc Internacional per a la Reconstrucció i el Desenvolupament o BIRD) és una de les cinc institucions que integren el Grup del Banc Mundial. El BIRD és una organització internacional la missió original era finançar la reconstrucció dels països devastats per la Segona Guerra Mundial. En l'actualitat la seva missió s'ha concentrat en la lluita contra la pobresa, a través del finançament dels Estats. La seva operació es manté mitjançant pagaments regulats pels seus Estats membres.
El BIRD va entrar formalment en funcionament el 27 de desembre de 1945, després de la ratificació internacional dels acords assolits en la Conferència Monetària i Financera de les Nacions Unides (ABAACMFNU), realitzada entre l'1 i el 22 de juliol de 1944, a Bretton Woods, Nou Hampshire, Estats Units.
El BIRD va començar les seves operacions financeres el 25 de juny de 1946, i va aprovar el seu primer préstec el 9 de maig de 1947 (US$250 milions a França per a la reconstrucció de postguerra, en termes reals, és el préstec més gran aprovat pel banc fins a la data).
Aquest organisme va ser establert principalment com un mecanisme per a la reconstrucció d'Europa i del Japó després de la Segona Guerra Mundial, amb un mandat addicional de fomentar el creixement econòmic en els països en vies de desenvolupament a Àfrica, Àsia i Amèrica Llatina. En un principi, el banc es va centrar principalment en projectes d'infraestructura de llarg termini: construcció de carreteres, aeroports, i centrals elèctriques. Com el Japó i els seus clients europeus es "van graduar" (van adquirir certs nivells de renda per capita), el BIRD es va centrar enterament en països en vies de desenvolupament. Des dels inicis dels anys 90, també ha proporcionat finançament als Estats post-socialistes d'Europa Oriental i de l'antiga Unió Soviètica.
El BIRD proporciona préstecs als governs, i les empreses públiques, sempre amb una garantia governamental (o "sobirana") de reemborsament. Els fons per a aquests préstecs provenen principalment de bons emesos pel Banc Mundial en els mercats de capitals globals, habitualment de US$12 a 15 bilions per any. Aquests bons són classificats com AAA (la més alta qualificació possible), perquè són recolzats pel capital de part dels Estats membres, així com per les garanties sobiranes dels prestataris. A més, els préstecs que són pagats es reciclen.
Degut a la classificació de crèdit del BIRD, aquest pot manllevar a taxes d'interès relativament baixes. Com la majoria dels països en vies de desenvolupament tenen males qualificacions de crèdit, el BIRD pot prestar als països a tipus d'interès que són generalment molts més atractius per a ells, fins i tot després d'afegir un petit marge (prop d'1%) per cobrir les despeses administratives.

#### Associació Internacional per al Desenvolupament
L'Associació Internacional per al Desenvolupament (AID) és l'entitat del Banc Mundial que ofereix ajuda als països més pobres del món. Establerta en 1960, l'AID té com a objectiu reduir la pobresa atorgant préstecs sense interès i donacions per a programes que fomentin el creixement econòmic, redueixin les desigualtats i millorin les condicions de vida de la població.
La AID complementa la tasca de l'altra entitat creditícia del Banc Mundial, el Banc Internacional de Reconstrucció i Desenvolupament (BIRD), que ofereix als països d'ingrés mitjà inversions de capital i serveis d'assessoria. El BIRD i l'AID comparteixen el mateix personal i la mateixa seu, i avaluen els projectes amb la mateixa rigorositat de criteri.
L'AID és una de les majors fonts d'assistència per als 81 països més pobres del món, 40 dels quals estan a l'Àfrica. És el principal proveïdor de fons de donants per a serveis socials bàsics en els països més pobres.

#### Corporació Internacional de Finances
La Corporació Financera Internacional (CFI) és una institució mundial creada l'any 1956 i pertanyent al Banc Mundial compta amb 178 països membres a tot el món.
Aquesta corporació aquesta encarregada de promoure el desenvolupament econòmic dels països a través del sector privat. Els socis comercials inverteixen capital per mitjà d'empreses privades en els països en desenvolupament. Dins de les seves funcions hi ha la d'atorgar préstecs a llarg termini, així com donar garanties i serveis de gestió de riscos per als seus clients i inversors.
Ara bé, indirectament, això té com a efecte crear un cert control dels Estats sobre els inversionistes privats, el que aquests últims no aprecien. Així, la SFI es crea per tal de poder assegurar la concessió de préstecs que no requereixen garanties estatals.

#### Agència Multilateral de la Garantia a les Inversions
L'Organisme Multilateral de Garantia d'Inversions (OMGI, en anglès Multilateral Investment Guarantee Agency, MIGA), és un organisme del Banc Mundial creat el 1988, que té com a objectiu facilitar el corrent d'inversió de capitals privats amb finalitats productius en països en desenvolupament, encarregant d'atorgar garantia als inversors contra pèrdues ocasionades per riscos no comercials com expropiació, inconvertibilidad de moneda, transferències canviàries, Guerra Civil o avalots. Així mateix, proporciona assistència tècnica per ajudar els Estats a difondre informació sobre oportunitats d'inversió.
Té 171 Estats membres.

#### Centre Internacional d'Arranjament de Diferències Relatives a Inversions
El Centre Internacional per a la Resolució de les Disputes sobre la Inversió (CIADI o ICSID, en anglès) és una institució del Grup del Banc Mundial, amb seu a Washington, especialment dissenyada per propiciar la solució de disputes entre governs i nacionals d'altres Estats. Una de les seves finalitats és dotar a la comunitat internacional amb una eina capaç de promoure i donar seguretat jurídica als fluxos d'inversió internacionals.
Aquest centre es va crear a conseqüència del Conveni sobre Arranjament de Diferències Relatives a Inversions entre estats i nacionals d'altres Estats que va entrar en vigor el 1966. Entre les seves funcions s'estableix que el Centre facilitarà la submissió de les diferències relatives a inversions entre Estats Contractants i nacionals d'altres Estats Contractants, a un procediment de conciliació i arbitratge.
Addicionalment, el CIADI realitza estudis acadèmics sobre legislació d'arbitratge i elabora publicacions sobre l'arranjament de diferències respecte de les inversions internacionals.
El Secretari General del CIADI és el funcionari principal d'aquest organisme i el seu representant legal, sent responsable a més de la seva administració. Igualment, s'encarrega de nomenar àrbitres a la comanda de les parts per establir procediments d'arbitratge ad hoc, especialment en el context de les regles d'arbitratge de la UNCITRAL (Comissió de les Nacions Unides per al Dret Mercantil Internacional).
En ocasió de l'Assemblea Anual del Banc Mundial a Dubai, per unanimitat l'Ambaixador del Perú a Washington, Roberto Dañino Zapata va ser elegit el 24 de setembre de 2003 com a nou Secretari General del Consell Administratiu del Centre Internacional d'Arranjament de Diferències Relatives a Inversions (CIADI). Aquest nou càrrec se suma al seu nomenament com a Vicepresident Senior i Assessor Jurídic del Banc Mundial, ocorregut en el mes de juliol de 2003.
El CIADI ha estat fortament criticat per diverses organitzacions que consideren que la seva posició tendeix a beneficiar les empreses. Per això, països com Equador han pres la decisió de denunciar i retirar-se l'organisme.

### Junta de governadors
Cada país membre està representat a la Junta de Governadors, ells tenen la facultat per prendre les decisions finals del Banc. Dins de les seves funcions es troba admetre o suspendre a països membres, fer autoritzacions financeres i pressupostos, així com determinar la distribució dels ingressos del BIRD.
Els governadors es reuneixen anualment o quan una majoria representant, almenys dos terços dels vots totals, ho requereixi. La durada del seu càrrec s'estipula per cinc anys amb dret a la reelecció. La Junta participa juntament amb els Directors Executius en l'elecció del president del Banc.
La Junta de Governadors delega la responsabilitat de projectes i decisions als Directors Executius amb excepció de: admetre nous membres, augmentar o disminuir el capital per accions del Banc, suspendre a un membre, i determinar la distribució de les entrades netes al Banc.

### Directori Executiu
Els Directors Executius tenen com a objectiu desenvolupar els projectes i dur a terme l'operació i conducció del Banc. El Directori està constituït per 12 Directors Executius titulars i 12 suplents (aquests últims participen en la presa de decisions, però no tenen dret a vot), la seva elecció es dona cada dos anys.
Cinc directors són designats pels cinc països membres que tenen molt més gran nombre d'accions. Set Directors són elegits per la Junta de Governadors.

### Presidència
El president del BM és elegit pel Directori Executiu, i presideix al mateix, però sense dret a vot. Dins de les seves funcions es troba conduir els negocis, organitzar, nomenar i remoció a funcionaris i empleats del Banc, jugant un paper de cap de personal.
Per convenció, el president del Banc Mundial és nord-americà, i el president del Fons Monetari Internacional, europeu. Des de l'1 de juliol de 2007 n'és el president Robert Zoellick. Anteriorment, fou presidit per Paul Wolfowitz (des de l'1 de juny de 2005), l'ex-secretari de Defensa dels Estats Units, un neoconservador reconegut nominat pel president estatunidenc George W. Bush.

### Consell Consultiu
Dins de l'estructura del Banc es troba el Consell Consultiu integrat per un mínim de set persones nomenades per la Junta de Governadors. En aquest s'integren interessos bancaris, comercials, industrials, agrícoles i laborals amb la finalitat d'assessorar al Banc en assumptes de política general. Aquests consellers mantenen el càrrec durant dos anys amb dret a reelecció.

## Diner i vots
Tots els components del Grup del Banc Mundial són propietat dels països membres. Quan un país s'incorpora al Banc garanteix una subscripció de capital, pagant només un petit percentatge d'aquesta garantia. La resta dels diners és pagador a la vista i serveix de garantia blindada, és a dir, assegura el pagament del deute. La subscripció de capital assignada és proporcional a la riquesa del país.
Els membres del Banc es divideixen en dues categories, països desenvolupats (Part I), i països prestataris (Part II), segons els estàndards de l'AID.
La majoria dels fons del Banc disponibles per a préstecs no procedeixen de les subscripcions de capital. Els diners prové de les vendes dels seus propis bons en els mercats financers mundials. Després càrrega als seus prestataris un tipus d'interès lleugerament superior al que ha de pagar els seus propis accionistes. Els bons del Banc en estar garantits en última instància pels governs del món, es consideren com a inversions notablement sòlides. Alguns inversors privats i institucionals tenen accés a la compra d'aquests bons.

### Votació
Les subscripcions de capital, com ja hem dit, són proporcionals a la riquesa de cada país determinant el nombre de vots de cada un d'aquests: per exemple, a la data, els EUA controlen el 16,39% dels vots; el Japó el 7,86%, Alemanya 4,49%, França 4,30%, Itàlia 4,30% i la Gran Bretanya el 4,30%. En contrast 24 països africans controlen junts només el 2,85% del total.

## Tipus de préstec
Per mitjà dels seus diferents organismes, descrits anteriorment, el Banc Mundial maneja quatre tipus diferents de préstecs, controlant aspectes d'inversions, desenvolupament institucional i polítiques públiques d'aproximadament 150 nacions.
1) Préstecs per a projectes: aquest tipus de préstecs s'atorga per desenvolupar un projecte específic com carreteres, projectes pesquers, infraestructura en general.
2) Préstecs sectorials, via BIRD i AID: aquests préstecs governen tot un sector de l'economia d'un país, és a dir, energia, agricultura, etcètera. Aquests comporten condicions que determinen les polítiques i prioritats nacionals per aquest sector.
3) Préstecs Institucionals: aquests serveixen per a la reorganització d'institucions governamentals per tal d'orientar les seves polítiques cap al lliure comerç i obtenir l'accés sense restriccions, de les empreses transnacionals (ETN), als mercats i regions. D'altra banda serveixen per canviar les estructures governamentals sense aprovació parlamentària, sota les directrius del Banc.
4) Préstecs d'ajustament estructural: aquest tipus de préstecs, van ser creats teòricament per alleujar la crisi del deute extern per tal de convertir els recursos econòmics nacionals en producció per a l'exportació i fomentar l'entrada de les empreses transnacionals en economies restringides. Els països del sud han experimentat aquests ajustaments i les consegüents mesures d'austeritat.
L'any 1993 el BIRD marcava com els seus majors prestataris per ordre descendent a: Mèxic, Índia, el Brasil, Indonèsia, Turquia, Xina, Filipines, Argentina, Corea, Colòmbia, Marroc i Nigèria. Els préstecs del BIRD es negocien de manera individual, inclouen un període de cinc anys sense necessitat d'amortització; després els governs prestataris disposen d'un termini de 15 a 20 anys per amortitzar el deute a tipus d'interès del mercat. El Banc mai reestructura el deute ni cancela un préstec. Per la seva influència en fonts públiques i privades el Banc figura en els primers llocs de creditors dels seus clients.

## Crítiques

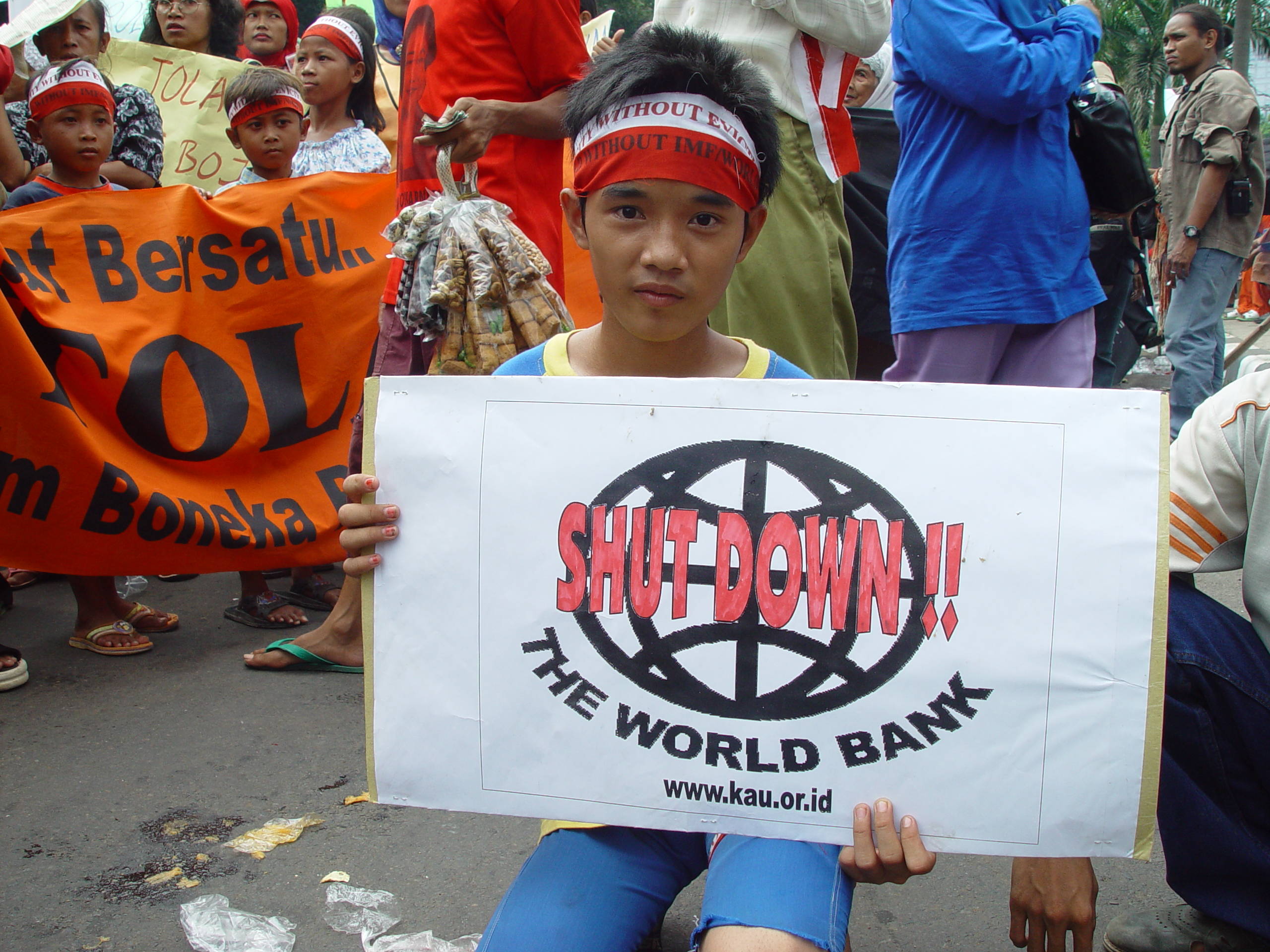
Protesta contra el Banc Mundial a Jakarta (Indonèsia)

Encara que els governs pobres depenen molt del Banc com a contribuïdor del finançament pel desenvolupament, aquesta institució ha estat criticada pels opositors a la globalització, per, segons ells, minar la sobirania nacional dels països que reben el préstec, els quals han de promoure la liberalització econòmica i proveir garanties per a la inversió internacional. Altres crítics han acusat al Banc d'obligar els països a fer reformes que danyen el desenvolupament si no són realitzades adequadament, o si es realitza en ambients inapropiats.
L'actuació del BM en els països menys desenvolupats, particularment en les dècades de 1980 i 1990, és objecte de crítiques. S'assenyalen els següents aspectes:
- El Banc Mundial ha finançat projectes que van provocar dany ambiental massiu, per exemple:
  - La represa Sarda Sarovar a Índia, que va causar el desplaçament de més de 240.000 persones a llocs de terres pobres, sense aigua potable i sense electricitat;
  - El Esquema de Desenvolupament Polonoroest, al Brasil, que va produir la colonització de la selva tropical i la desforestació d'una àrea de mida similar al Regne Unit;
  - La represa Pak Mun a Tailàndia, que va destruir completament els recursos pesquers al riu, reduint a la pobresa als pescadors de la regió i alterant dràsticament la dieta d'un nombre incomptable de persones que viuen en la conca del riu a Tailàndia, Laos, Cambodja i el Vietnam;
  - El Singrauli a Índia, que allotja dotze mines de carbó a cel obert. Les mines han contaminat l'aigua, les collites i la fauna ictícola. Més de 300.000 persones van haver de ser reubicades per completar el projecte, moltes de les quals van anar a parar a assentaments precaris sense accés a la terra ni facilitats bàsiques de sanejament.
- El Banc Mundial afavoreix els interessos dels països industrialitzats. Els crítics troben que:
  - S'ha afavorit l'exportació de residus perillosos o tòxics a països en desenvolupament;
  - S'ha afavorit la reubicació d'indústries contaminants dels països industrials en països en desenvolupament.
- Els projectes del Banc Mundial empitjoren les condicions dels petits agricultors.
  - Rarament, si alguna vegada, els agricultors de subsistència reben els beneficis de reg i energia produïts pels grans embassaments;
  - Es encoratja el reemplaçament de collites de subsistència per cultius industrials, encara en àrees que no són apropiats per a aquest propòsit, empobrint encara més als pagesos.
- El Banc Mundial ha prestat diners a governs que violen obertament i permanent els drets humans
  - S'han fet préstecs a dictadures reconegudes per violacions de drets fonamentals, com Xile, Uruguai i l'Argentina a la dècada de 1970, Filipines sota la dictadura de Ferdinand Marcos o Indonèsia sota Suharto.
  - Encara que el Banc addueix que els diners dels préstecs no ha estat usat en activitats que danyin directament als ciutadans, en aprovar aquests fons es van alliberar recursos que els governs dictatorials van poder emprar en activitats persecutòries i repressives.
- La reubicació forçosa de persones i comunitats ha causat sofriment i penúries
  - Hi ha exemples d'aquestes polítiques a Indonèsia i Brasil.
  - En general, els camperols desplaçats acaben en àrees més pobres i de menor rendiment agrícola.
- Els projectes del Banc Mundial han amenaçat els drets dels pobles indígenes
  - Si bé el Banc va dictar en 1982 unes directrius per als projectes que afectin pobles indígenes (Tribal Projects and Economic Development Guidelines), a 1996 un dels advocats del Banc Mundial va declarar públicament que aquests mai van ser seguits, i que internament s'utilitzen normes significativament més febles per a la protecció dels interessos dels pobles indígenes.
- El Banc Mundial no ha manejat correctament el rol de les dones en el desenvolupament.

Potser la crítica més intensa, compartida pel Banc Mundial i el Fons Monetari Internacional, és que les polítiques d'ajustament estructural impulsades per aquests organismes han imposat elevats costos socials sobre els grups vulnerables en els països en desenvolupament.

### Influència dels Estats Units
Una crítica considera el Banc mundial com sent sota la influència política dels Estats Units, que se n'aprofitarien per fer avançar els seus propis interessos.
Va ser el cas quan el primer préstec del Banc mundial amb destinació a França havia estat retardat sota la pressió americana fins que els comunistes deixessin el govern de Gaulle. El nomenament el juny de 2005 de Paul Wolfowitz que ha suscitat nombrosos comentaris, del seu nomenament fins a la seva caiguda en seria una altra il·lustració. Segons els seus detractors, Paul Wolfowitz, «arquitecte» de la Guerra de l'Irak, projectava d'imposar per la pau allò que no ho ha pogut ser per la guerra.
D'altra banda, la regla tàcita de la tria del president de la Institució pel govern americà és criticada. Joseph Stiglitz ha retret als països europeus de ser responsables del mal període travessat pel Banc Mundial.

### Retirada de Veneçuela
L'1 de maig del 2007, el president de Veneçuela, Hugo Chavez va anunciar la seva intenció de retirar el seu país del Banc Mundial i del Fons Monetari Internacional, amb aquestes paraules: "És millor que en sortim abans que siguem saquejats" i després de la total devolució del deute extern de Veneçuela en el 2006. El 30 de juny de 2007, aquesta retirada no era efectiva.

## Presidents del Banc Mundial
El president del Grup del Banc Mundial és alhora president del Banc Mundial.

### Llista de presidents
- Eugene Meyer, 1946
- John J. McCloy, 1947 - 1949
- Eugene R. Black, 1949 - 1963
- George D. Woods, 1963 - 1968
- Robert S. McNamara, 1968 - 1981
- Alden W. Clausen, 1981 - 1986
- Barber B. Conable, 1986 - 1991
- Lewis T. Preston, 1991 - 1995
- James D. Wolfensohn, 1995 - 2005
- Paul Wolfowitz, 2005 - 2007
- Robert Zoellick, 2007 - 2012
- Jim Yong Kim, 2012 -